# Olesicampe fulviventris
Olesicampe fulviventris är en stekelart som först beskrevs av Gmelin 1790.  Olesicampe fulviventris ingår i släktet Olesicampe och familjen brokparasitsteklar. Arten är reproducerande i Sverige. Utöver nominatformen finns också underarten O. f. audax.